# DFS Classic 2008 - Doppio
Il doppio del DFS Classic 2008 è stato un torneo di tennis facente parte del WTA Tour 2008.
Yung-jan Chan e Chia-jung Chuang erano le detentrici del titolo, ma Chan non ha partecipato quest'anno.
Solo la Chuang ha partecipato facendo coppia con Rika Fujiwara, ma ha perso ai quarti contro Vania King e Alla Kudrjavceva.
Cara Black e Liezel Huber ha vinto in finale 6–2, 6–1, contro Séverine Brémond e Virginia Ruano Pascual.

## Teste di serie
1. Cara Black /  Liezel Huber (campionesse)
2. Al'ona Bondarenko /  Kateryna Bondarenko (primo turno)

1. Lisa Raymond /  Samantha Stosur (primo turno)
2. Bethanie Mattek /  Sania Mirza (primo turno)

## Tabellone

### Legenda
| - Q = Qualificato - WC = Wild card - LL = Lucky loser | - ALT = Alternate - SE = Special Exempt - PR = Protected Ranking | - w/o = Walkover - r = Ritirato - d = Squalificato |